# 宕陰

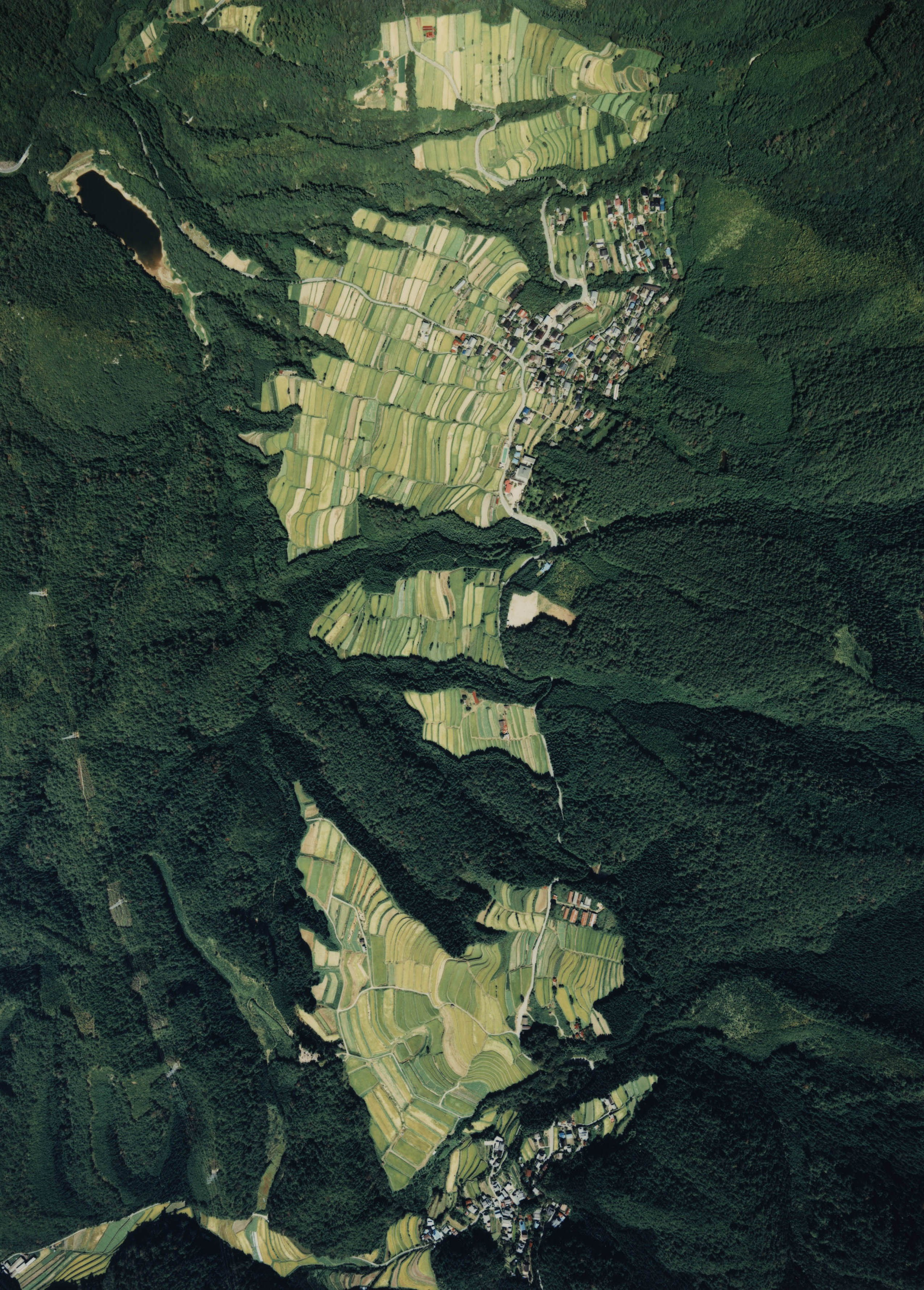
宕陰地区の航空写真

宕陰（とういん）は、京都府京都市右京区の地名。公称町名に嵯峨越畑（こしはた）と嵯峨樒原（しきみがはら）を冠する地域により構成される。美しい棚田や茅葺き民家などで知られ、特に越畑は「京都の信州」に例えられることがある。京都市の元学区では「宕陰」全域にあたる。住民基本台帳における人口は2013年（平成25年）7月時点で229人であり、面積は8.082 km2である。

## 地理

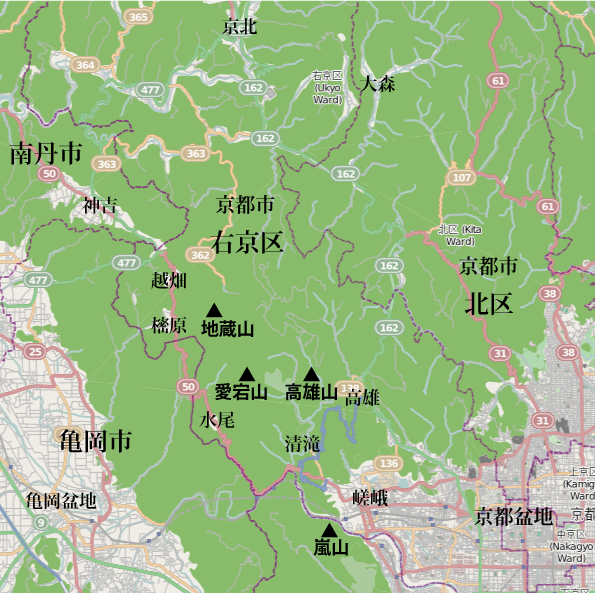
宕陰地区は愛宕山の北西にある

京都市右京区の北西部、愛宕山(924m)の西麓にある。2005年（平成17年）に京北町が右京区に編入されるまでは右京区の北西端であり、北側は京北町や南丹市八木町神吉、西側は亀岡市旭町、南側は右京区嵯峨水尾、東側は右京区京北細野と接する。京都市の市街地からは愛宕山山頂を挟んで正反対の位置にあたる。西側には三郎ヶ岳(613m)、東側には地蔵山(947m)や竜ヶ岳(921m)、北側は鎌ヶ岳(623m)や三頭山（みつずこやま、728m）があり、四方向を山に囲まれている。越畑には地蔵山への登山道入口があり、樒原には愛宕山への登山道入口がある。越畑の宕陰小中学校の標高は410mであり、樒原の右京区役所宕陰出張所前（府道50号沿い）の標高は454mである。どちらの集落も北端と南端で70-80mの標高差がある。
越畑と樒原の集落は南北に隣接して開けた土地にあるが、両集落を流れる河川は別々の流路を経て桂川（保津川/大堰川）に注いでいる。越畑南端部には愛宕山西麓を源流とする小川が東西に流れ、集落の最低部で北進するが、すぐに流出河川のない西ヶ谷ダムに流れ込む。越畑の北約1kmの場所には廻リ田池という治水用・農業用のため池があり、このため池から流れ出た水は三保川となって西進。国道477号に沿って山地を下り、途中から涸れ川となって亀岡盆地に出て、JR山陰本線八木駅の北側で桂川に注ぐ。樒原には愛宕山西麓を源流とする七谷川が東西に流れており、七谷川が形成した扇状地地形の左岸（南側）に住居の大部分が、右岸（北側）に棚田の大部分がある。七谷川は集落を抜けると南南西に向きを変えて山地を流れ、亀岡盆地に出ると盆地南部を蛇行して亀岡市市街地北部で桂川に注いでいる。

## 歴史

### 中世
平安時代初期の弘仁5年（814年）、愛宕山白雲寺の僧侶が丹波国を訪れた際、道中に人家がなく往来に不便だと感じ、愛宕山参詣者の交通の便を良くするために当地に移住して越畑を開拓した。愛宕山の腰部に位置していたことから当初は腰畑村と呼ばれていたが、後に越畑村に改められた。やがて都人が次々と越畑に定住しはじめ、鎌倉時代から室町時代が越畑の最盛期であり、多数の寺社が建立された。康正年間（1455年-1457年）には89戸まで増加したが、その後はやや減少して永禄10年（1567年）には70戸となった。現在の樒原にあった村の名は長らく原村であり、現在でも地元では「原」と呼称している。原村と南側の水尾村を合わせて、開発が及んでいない原野も含めた一帯が樒原と呼ばれた。古歌の「愛宕山 しきみが原に 雪つもり　花摘む人の 跡だにもなし」、堀川院御時百首和歌（堀川百首）の「時雨つつ 日数はふえれど 愛宕山　樒ヶ原の 色はかはらじ」など、樒原の名は平安時代初期から数多く歌に詠まれている。

### 近世
近世には山城国葛野郡越畑村・原村として存在。この区域は山城国と丹波国の境界付近にあるため、丹波国桑田郡出雲村・小口村・馬路村（いずれも現亀岡市）など口丹波（南丹）の村との間で国境論争が起こり、元和・寛永年間（1615年-1645年）から宝永年間（1704年-1710年）まで長期の論争が続いた。元禄年間（1688年-1704年）には砥石の採掘がはじまり、「原の本山砥石」として全国的に知られるようになった。現在は天若湖（日吉ダムのダム湖）の湖底に沈む世木（現南丹市）は鮎の名産地であり、神吉（現南丹市）、越畑、樒原、水尾を通って嵯峨鳥居本に至る道は「鮎の道」と呼ばれた。この街道には随所に清水が湧き出ており、世木から6-7時間で新鮮な鮎を京の都に運ぶことができた。愛宕山の登山道は清滝からの道が表参道であり、樒原や水尾からの道は裏参道であるが、丹波国・丹後国・摂津国などからは樒原道が主たる参道だった。樒原には参拝者相手の茶屋・旅籠・酒屋などができ、愛宕神社の門前町として栄えた。文政10年（1827年）には農業用水を確保するため、集落より120mほど低い七谷川沿いの土地に桃原池を造成した。

### 近代以降
| 郡     | 明治22年以前 | 明治22年            | 明治23年-明治45年   | 大正1年-大正15年    | 昭和1年-昭和64年         | 平成1年-現在 |
| 葛野郡 | 越畑村       | 明治22年合併 嵯峨村 | 明治36年合併 嵯峨村 | 大正12年町制 嵯峨町 | 昭和6年編入 京都市右京区 | 京都市右京区 |
| 葛野郡 | 原村         | 明治22年合併 嵯峨村 | 明治36年合併 嵯峨村 | 大正12年町制 嵯峨町 | 昭和6年編入 京都市右京区 | 京都市右京区 |
| 葛野郡 | 水尾村       | 明治22年合併 嵯峨村 | 明治36年合併 嵯峨村 | 大正12年町制 嵯峨町 | 昭和6年編入 京都市右京区 | 京都市右京区 |
| 葛野郡 | 上嵯峨村     | 明治22年合併 嵯峨村 | 明治36年合併 嵯峨村 | 大正12年町制 嵯峨町 | 昭和6年編入 京都市右京区 | 京都市右京区 |
| 葛野郡 | 天竜寺村     | 明治22年合併 嵯峨村 | 明治36年合併 嵯峨村 | 大正12年町制 嵯峨町 | 昭和6年編入 京都市右京区 | 京都市右京区 |
| 葛野郡 | 下嵯峨村     | 下嵯峨村            | 明治36年合併 嵯峨村 | 大正12年町制 嵯峨町 | 昭和6年編入 京都市右京区 | 京都市右京区 |

明治時代には京都府葛野郡越畑村・原村となった。廃仏毀釈運動によって愛宕山は衰退していき、また交通の発達による宿泊客の減少、砥石の需要減少による職人の転出などが重なったため、樒原は静かな山里に戻っていった。明治10年代半ばに作成された『京都府地誌』によると、越畑は田25町余・畑16町余、戸数53・人口242・牛30であり、マツタケ・挽板・竹・炭・米を京都や丹波の諸村に出荷していた。原は田15町余・畑6町余・大縄畑2反余、戸数40・人口196・牛20であり、石灰・扇竹骨を京阪・近江・上嵯峨に出荷していた。
1889年（明治22年）に町村制が施行されると、越畑村・原村・水尾村の山村3村、上嵯峨村・天竜寺村の里村2村が合併して嵯峨村となり、それぞれの旧村名が大字名となった。嵯峨村は1903年（明治36年）に下嵯峨村を合併し、1923年（大正12年）に町制を施行して嵯峨町となった。1931年（昭和6年）に京都市右京区の一部となり、大字だった旧6村は186の町に分割された。旧原村の町名は「嵯峨樒原○○」となり、旧越畑村は29の町に、旧原村は26の町に分割された。
越畑と樒原は愛宕山の陰にあるため宕陰地区と呼ばれる。字や町の名称には使用されていないが、宕陰小中学校、右京区役所宕陰出張所など公的機関が「宕陰」の名を使用している。現在ではコメやソバなどの穀物、菊菜などの野菜、オミナエシやホオズキなどの盆花、ブドウなどの果樹を生産している。昼夜の温度差が大きいため高原野菜の栽培に適しており、この他にはワサビや柚子なども少量ながら生産している。2000年（平成12年）にオープンした交流施設「越畑フレンドパークまつばら」では農業体験やそばづくり体験、酒米づくり体験などを行なっている。

### 人口の変遷
過去の世帯数と人口の変遷
| 年                        | 越畑      | 樒原（原） | 合計      | 基史料             |
| ------------------------- | --------- | ---------- | --------- | ------------------ |
| 天安元年（857年）         | 8戸       |            |           | 村由来記           |
| 延喜16年（916年）         | 36戸      |            |           | 村由来記           |
| 康正年間（1455年-1457年） | 89戸      |            |           | 村由来記           |
| 永正15年（1518年）        | 70戸      |            |           | 村由来記           |
| 永禄10年（1567年）        | 70戸      |            |           | 村由来記           |
| 明治5年（1872年）         |           | 39戸       |           | 改正京都府管轄便覧 |
| 明治10年代                | 50戸242人 |            |           | 京都府地誌         |
| 昭和40年（1965年）        |           |            | 87戸372人 | 国勢調査           |
| 昭和50年（1975年）        |           |            | 73戸266人 | 国勢調査           |
| 昭和60年（1985年）        |           |            | 68戸232人 | 国勢調査           |
| 平成7年（1995年）         |           |            | 64戸194人 | 国勢調査           |
| 平成17年（2005年）        |           |            | 59戸172人 | 国勢調査           |
| 平成22年（2010年）        |           |            | 58戸218人 | 国勢調査           |

近年の世帯数と人口の変遷
（上段） 越畑・世帯数 樒原・世帯数
（下段） 越畑・人口 樒原・人口
| 1997年（平成9年）  |  | 計70戸（越畑44戸/樒原26戸） 計202人（越畑125人/樒原77人）  | 住民基本台帳 （いずれも4月） |
| 2000年（平成12年） |  | 計71戸（越畑45戸/樒原26戸） 計193人（越畑115人/樒原78人）  | 住民基本台帳 （いずれも4月） |
| 2004年（平成16年） |  | 計70戸（越畑47戸/樒原23戸） 計182人（越畑113人/樒原55人）  | 住民基本台帳 （いずれも4月） |
| 2008年（平成20年） |  | 計66戸（越畑46戸/樒原20戸） 計168人（越畑113人/樒原55人）  | 住民基本台帳 （いずれも4月） |
| 2012年（平成24年） |  | 計145戸（越畑50戸/樒原95戸） 計224人（越畑97人/樒原127人） | 住民基本台帳 （いずれも4月） |

高度成長期から人口が減り続けていたが、2010年に水尾から樒原に特別養護老人ホームが移転開設されたため、2010年に世帯数や人口数が急激に増えた。このような事情もあるが、2010年（平成22年）の国勢調査によれば、宕陰地区は総人口218人・65歳以上人口124人であり、高齢者人口割合が56.9%の限界集落である。

### 現行の町名
嵯峨越畑
嵯峨越畑手取垣内（てとりがいち）、嵯峨越畑正権谷（しょうごんだに）、嵯峨越畑上正権条（かみしょうごんじょう）、嵯峨越畑上新開（かみしんがい）、嵯峨越畑正権条（しょうごんじょう）、嵯峨越畑南下条（みなみしもじょう）、嵯峨越畑下新開（しもしんがい）、嵯峨越畑上中溝町（かみなかみぞ）、嵯峨越畑下中溝（しもなかみぞ）、嵯峨越畑兵庫前町（ひょうごのまえ）、嵯峨越畑筋違（すじちがい）、嵯峨越畑竹ノ尻（たけのしり）、嵯峨越畑荒堀（あらぼり）、嵯峨越畑南ノ町（みなみの）、嵯峨越畑中ノ町（なかの）、嵯峨越畑北ノ町（きたの）、嵯峨越畑大円（だいえん）、嵯峨越畑大根谷（だいこんだに）、嵯峨越畑北ノ谷（きたのたに）、嵯峨越畑中条（なかじょう）、嵯峨越畑鍋浦（なべうら）、嵯峨越畑尻谷（しりたに）、嵯峨越畑中畑（なかはた）、嵯峨越畑向山（むかいやま）、嵯峨越畑桃原（ももはら）、嵯峨越畑桃原垣内（ももはらがいち）、嵯峨越畑天慶（てんけい）、嵯峨越畑大谷（おおたに）、嵯峨越畑下大谷（しもおおたに）
嵯峨樒原
嵯峨樒原蓮台（れんだい）、嵯峨樒原稲荷元町（いなりもと）、嵯峨樒原岡ヶ鼻（おかがはな）、嵯峨樒原若宮下町（わかみやした）、嵯峨樒原高見町（たかみ）、嵯峨樒原橋子（はしこ）、嵯峨樒原宮ノ上町（みやのうえ）、嵯峨樒原甲北町（こうのきた）、嵯峨樒原岩ノ上（いわのうえ）、嵯峨樒原大水口（おおみなぐち）、嵯峨樒原辻田（つじた）、嵯峨樒原鎧田（よろいだ）、嵯峨樒原西ノ百合（にしのゆり）、嵯峨樒原大久保（おおくぼ）、嵯峨樒原清水町（しみず）、嵯峨樒原縄手下（なわてした）、嵯峨樒原神宝岩（しんぽういわ）、嵯峨樒原東桃原（ひがしももはら）、嵯峨樒原西桃原（にしももはら）、嵯峨樒原手取垣内（てとりがいち）、嵯峨樒原池ノ谷（いけのたに）、嵯峨樒原千福田（せんぷくでん）、嵯峨樒原大水上（おおみなかみ）、嵯峨樒原甲脇（こうのわき）、嵯峨樒原蓮台脇（れんだいわき）、嵯峨樒原小山（こやま）

## 自然

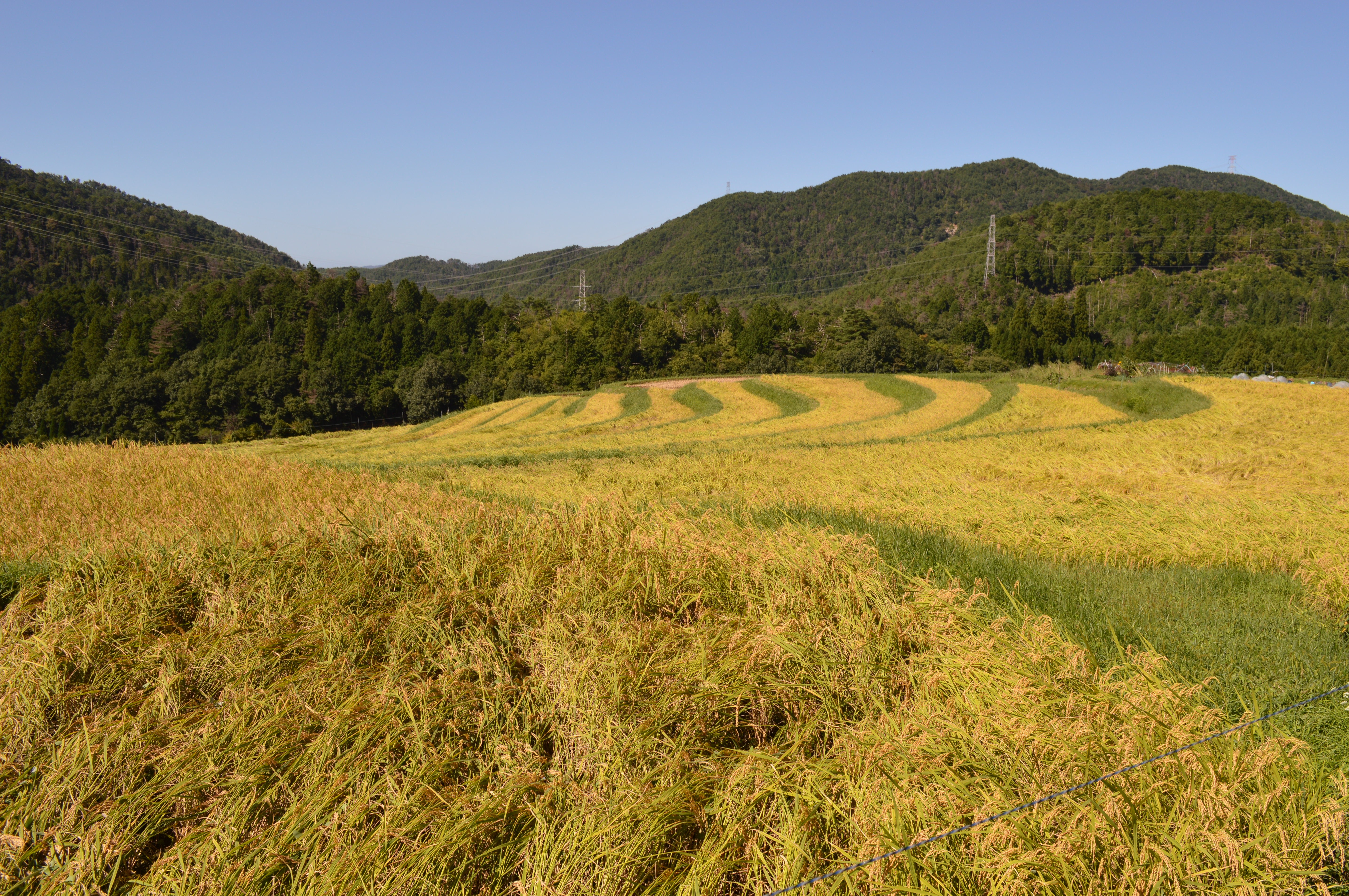
樒原の棚田

愛宕山の西麓に位置し、周りを山林に囲まれていることから、一日の寒暖の差が大きい気候が特徴である。冬期には多量の降雪があり、水田も含めて一面の銀世界となる。越畑・樒原それぞれに美しい棚田が広がっており、枚数は越畑のみで約800枚である。「日本の棚田百選」には選出されていないが、「越畑・樒原」として「にほんの里100選」に選出されている。万灯山と呼ばれる対面の丘の上から棚田を眺めることができ、総体が長方形に見える越畑の棚田と総体が三角形に見える樒原の棚田の違いを確認できる。樒原の棚田はその形から「鎧田」と呼ばれ、四所神社の社の森はその形から「兜の森」と呼ばれる。

## 寺社と文化財
越畑集落の氏神として八坂神社があり、スサノオノミコトを祭神として鎌倉時代に創建された。樒原集落の氏神として四所神社があり、愛宕神社の奥宮を勧請して戦国時代末期の1552年に創建された。越畑には平安時代中期に開山した阿弥陀寺があり、地蔵盆には多くの住民が集まる。樒原には京都市指定有形文化財の般若寺があり、平安時代に作られた十一面観音立像や木造薬師如来坐像などが安置されている。樒原には稲荷大社もあり、白雪・末廣・松竹の三稲荷大明神が祭られている。樒原の最南部には愛宕神社一の鳥居があり、赤い鳥居が愛宕山登山道の目印となっている。
越畑には江戸時代前期に建てられた河原家住宅があり、庭のイチョウは2000年（平成12年）時点で樹齢200年以上と伝えられている。藤原鎌足の子孫が河原に改姓したことに始まり、16代目の河原源之充が当地に移り住んだ。主屋は明暦3年（1657年）、長屋門は元禄9年（1696年）に築造されており、建築年代が確定する民家としては京都市最古である。上層農民の暮らしを現代に伝える建築物として、1989年（平成元年）に京都市指定有形文化財となった。

## 教育

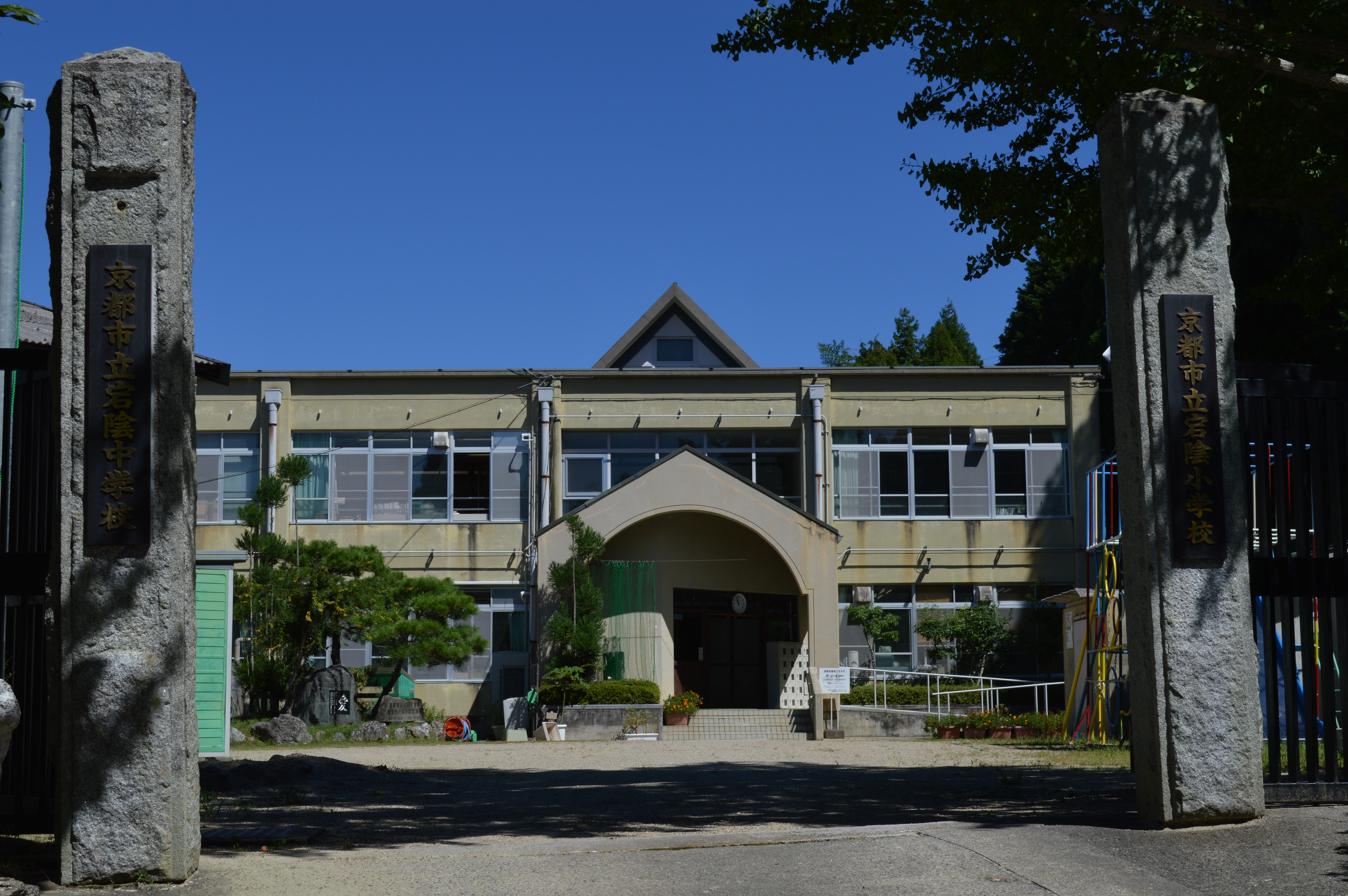
宕陰小中学校

1873年（明治6年）、越畑村に越畑校、原村に葛原校が創立されると、1886年（明治19年）にいったん嵯峨校の分校となり、1903年（明治36年）に両校が合併して越畑の最南部に宕陰尋常小学校ができた。戦後の1947年（昭和22年）には宕陰中学校を併設して現在に至っている。2013年度の児童・生徒数は、宕陰小学校が5人、宕陰中学校が6人である。宕陰地区は夏場でも涼しいため、プールをビニールハウスで覆って水温を維持している。1999年（平成11年）より全校生徒が行なっている宕陰太鼓などを特色としている。

## 交通
鉄道の最寄駅は、京都市内ではなく南丹市にあるJR山陰本線八木駅である。京阪京都交通バスの「原」行きが八木駅と宕陰地区を結んでおり、越畑には「越畑フレンドパークまつばら」「越畑」「宕陰校前」の3つのバス停が、樒原には「宕陰出張所前」「原」のふたつのバス停がある。この路線は主に国道477号と京都府道50号京都日吉美山線を通っており、八木駅から「越畑」まで約30分である。京都府道50号をそのまま進むと柚子の里として有名な嵯峨水尾があり、さらに下ると山陰本線保津峡駅に至る。保津峡駅は京都市内における宕陰地区の最寄駅であり、京都府道50号はさらに京都市街地に近い嵯峨嵐山駅付近まで通じている。水尾と保津峡駅の間には水尾自治会が独自にバスを運行しているが、水尾と宕陰地区の間に公共交通機関は通じていない。自動車では、京都市街地の嵯峨鳥居本から保津峡経由で約30分であり、京都縦貫自動車道の千代川インターチェンジからは約30分である。

## ギャラリー
越畑

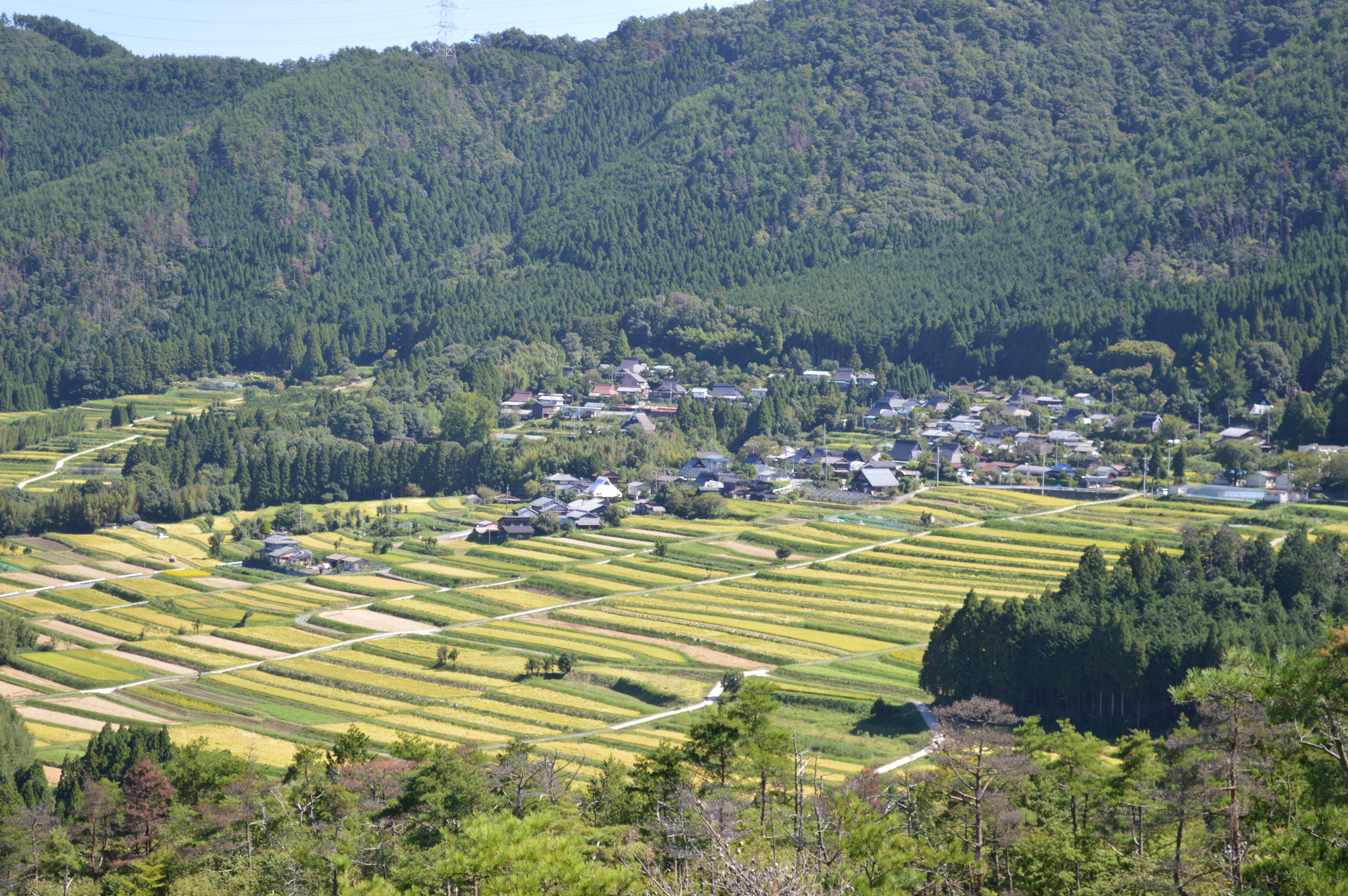
万灯山から見た越畑
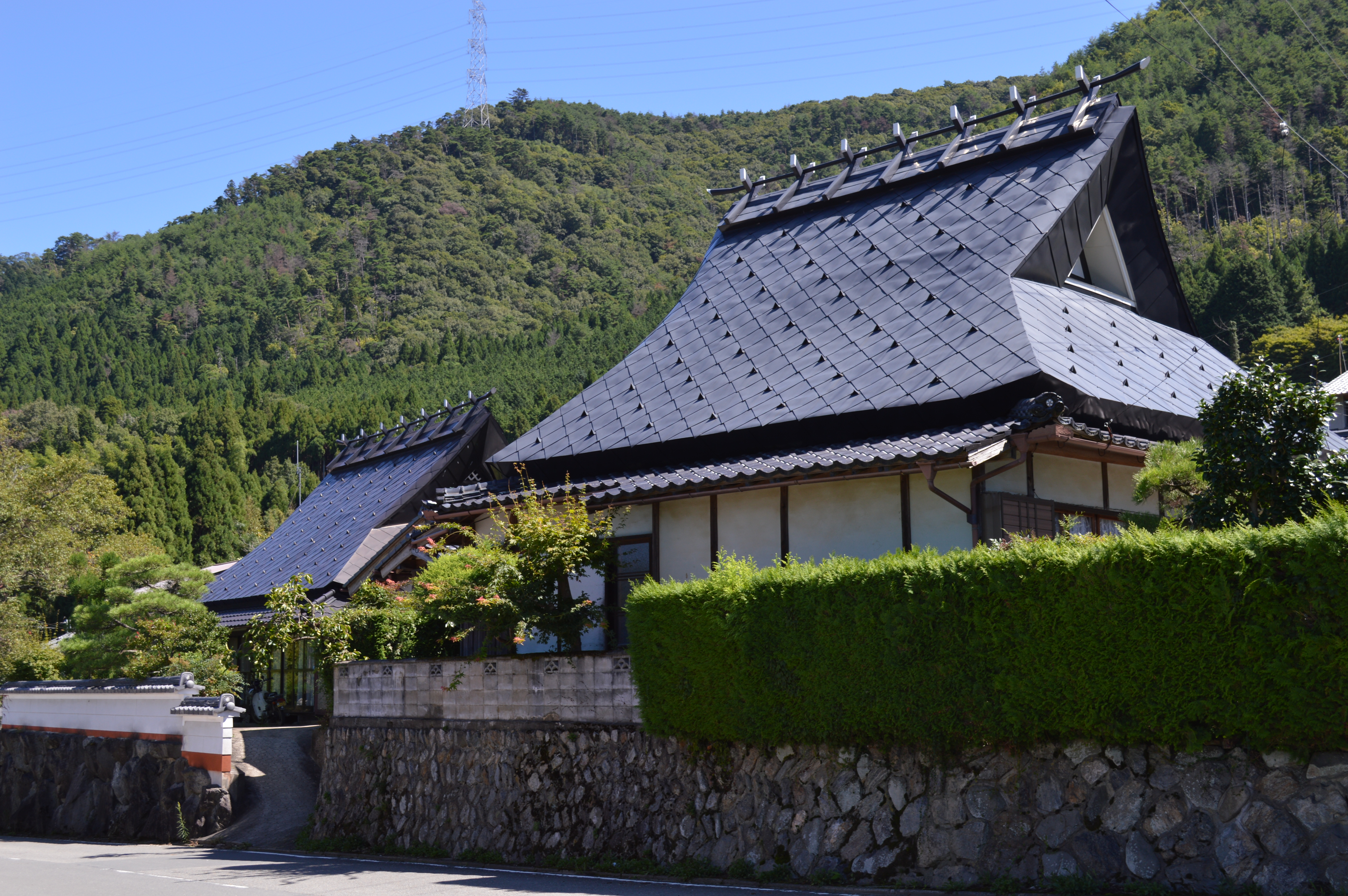
越畑の民家
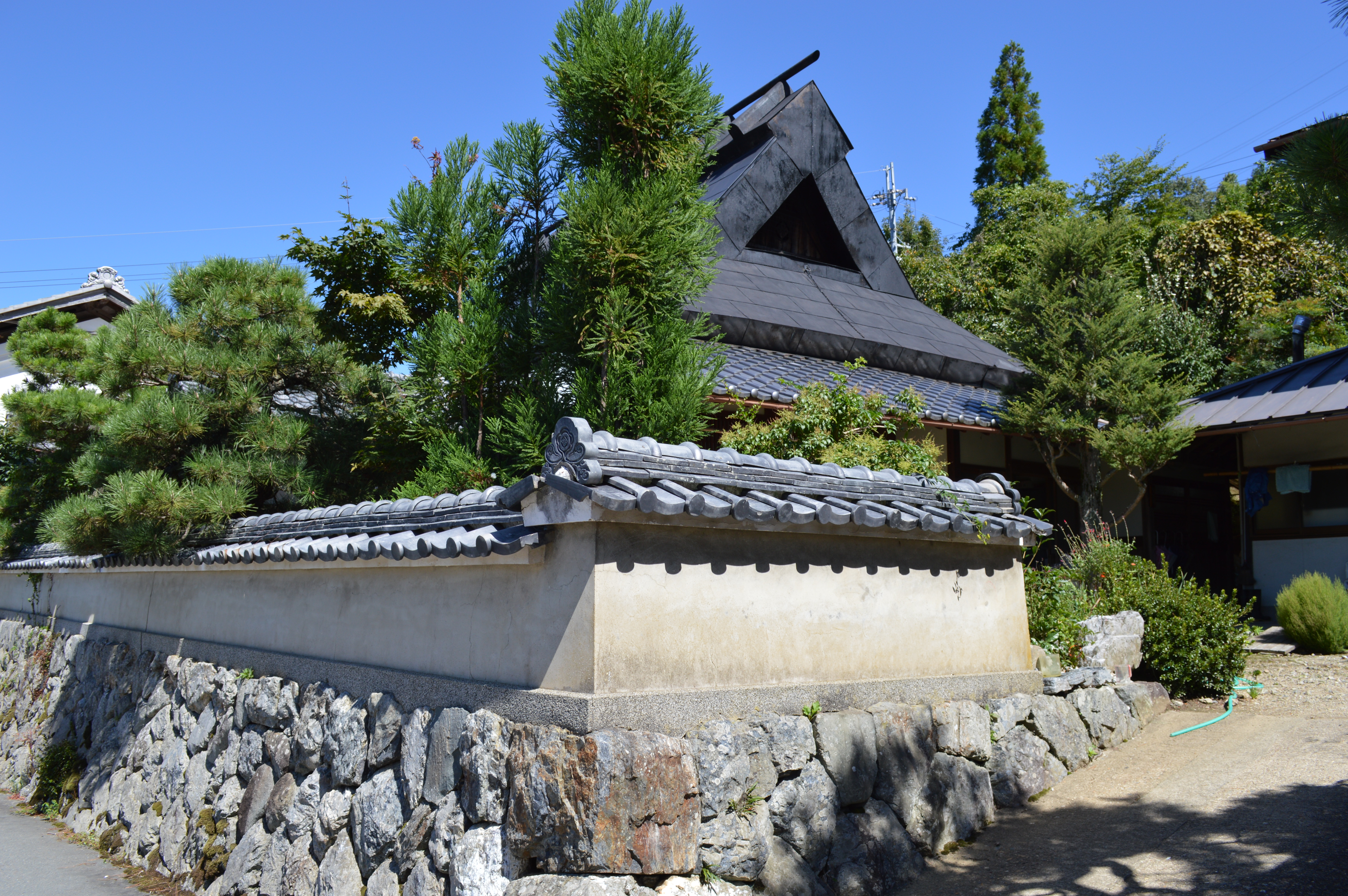
越畑の民家
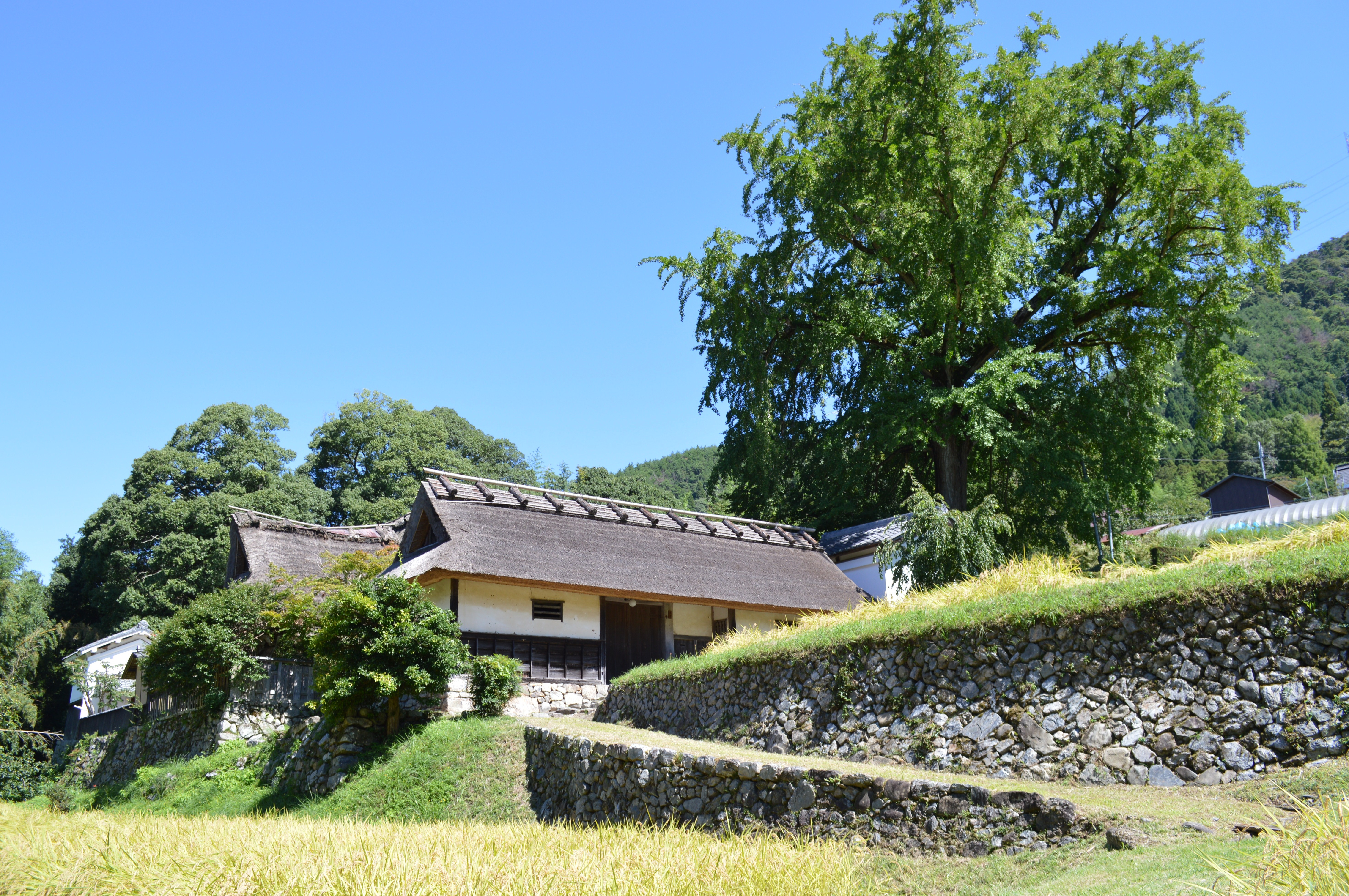
京都市指定有形文化財の河原家住宅
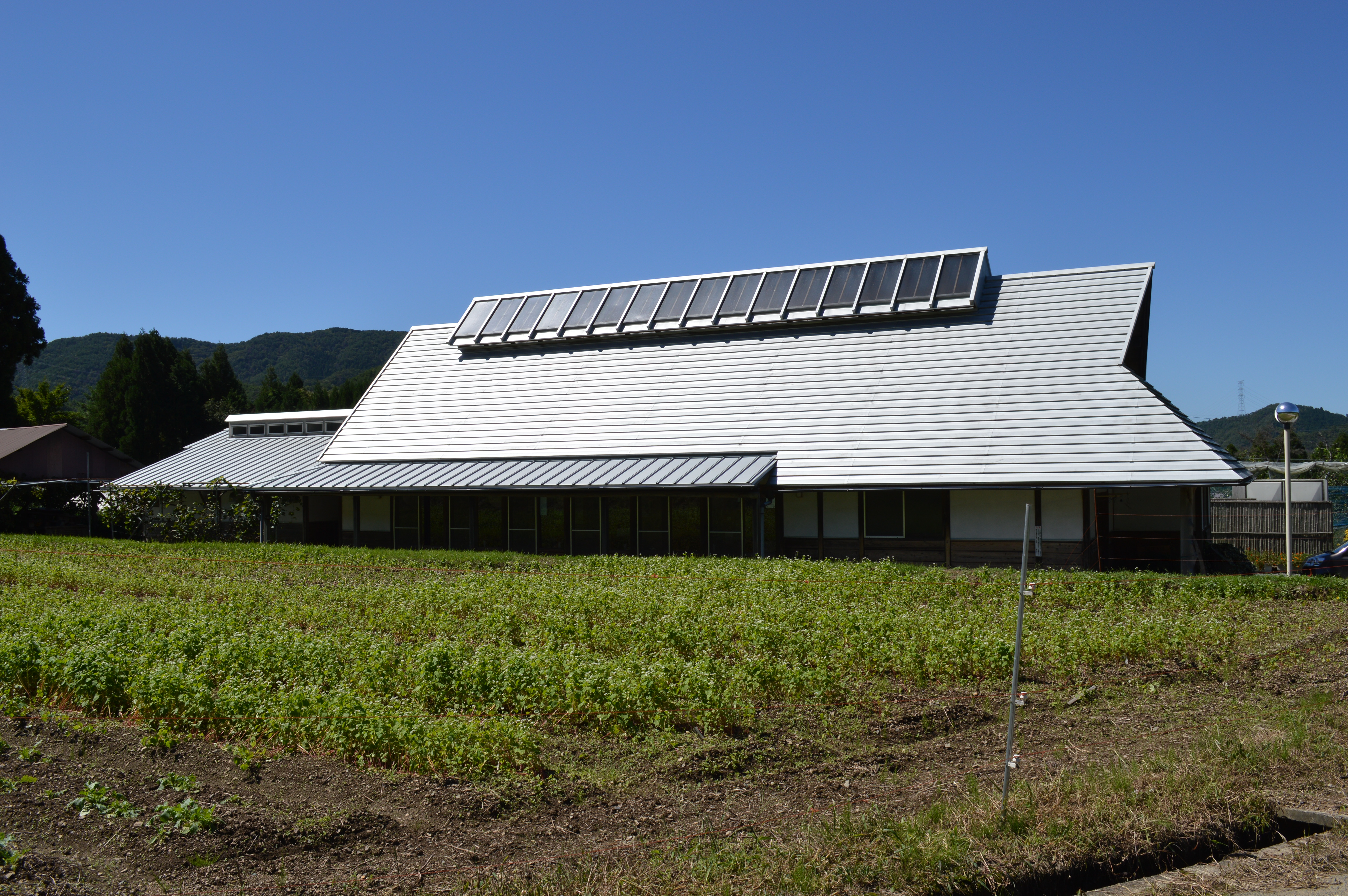
越畑フレンドパークまつばら
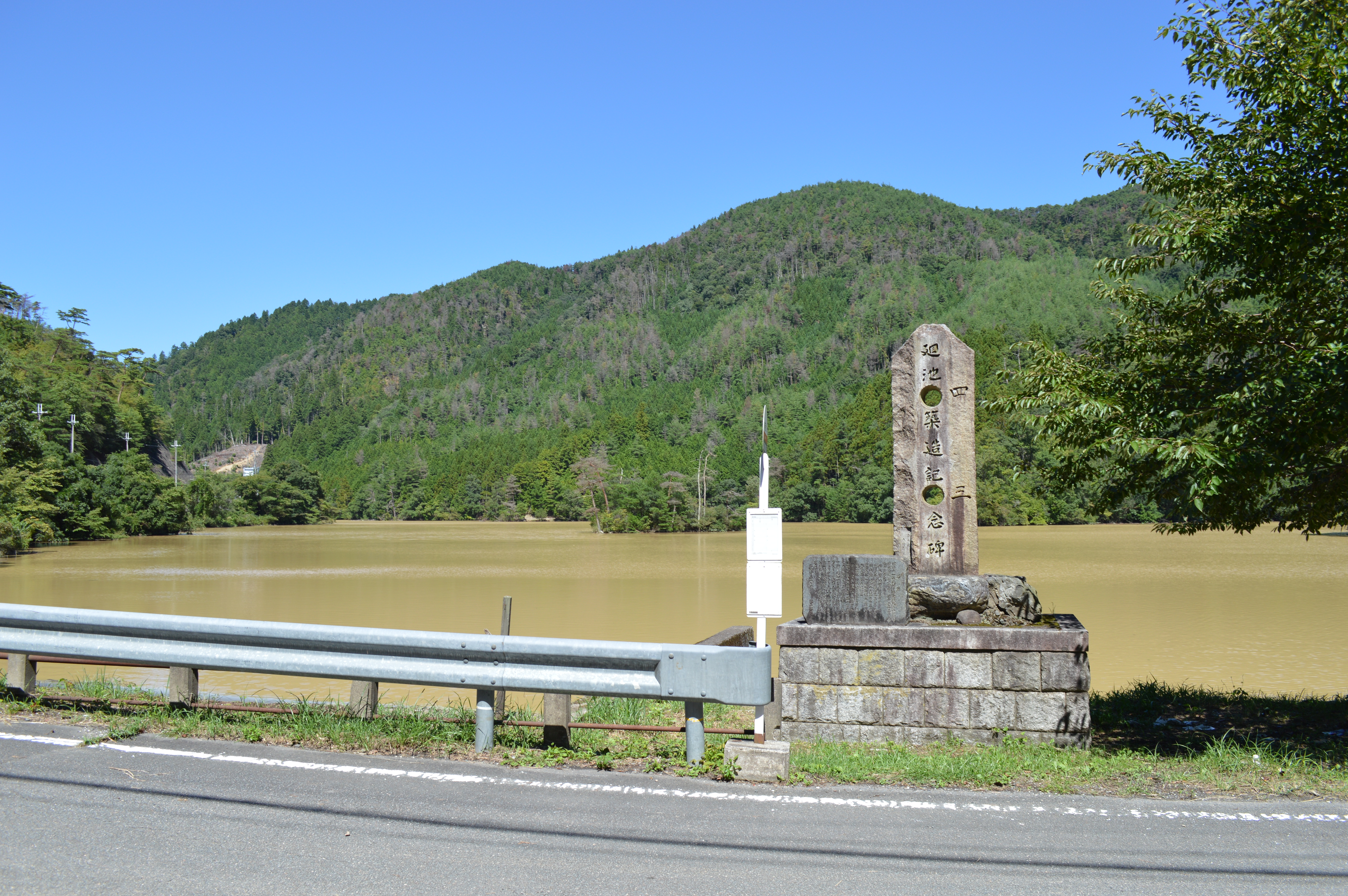
越畑の北約1kmにある廻リ田池

樒原

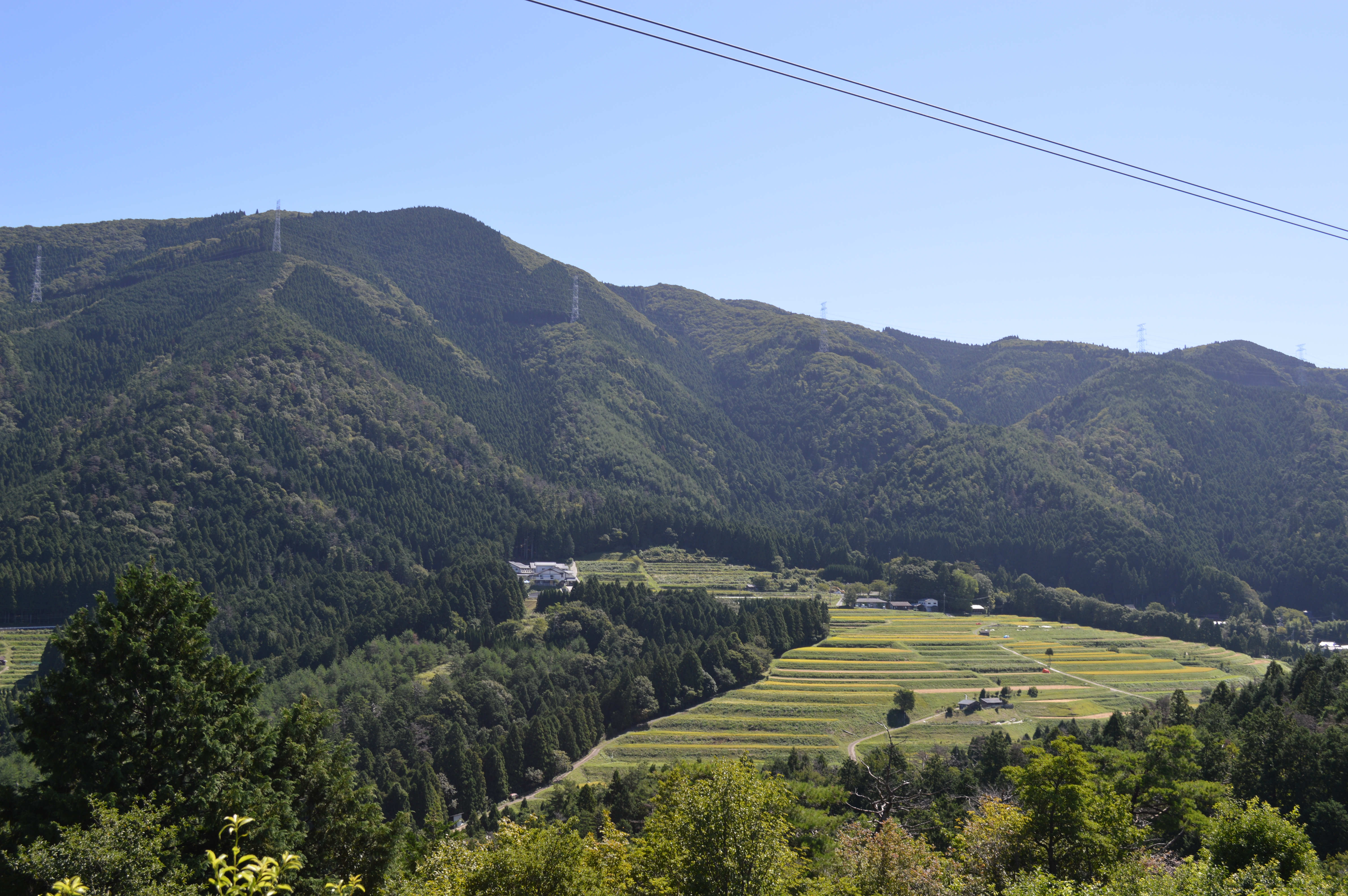
万灯山から見た樒原
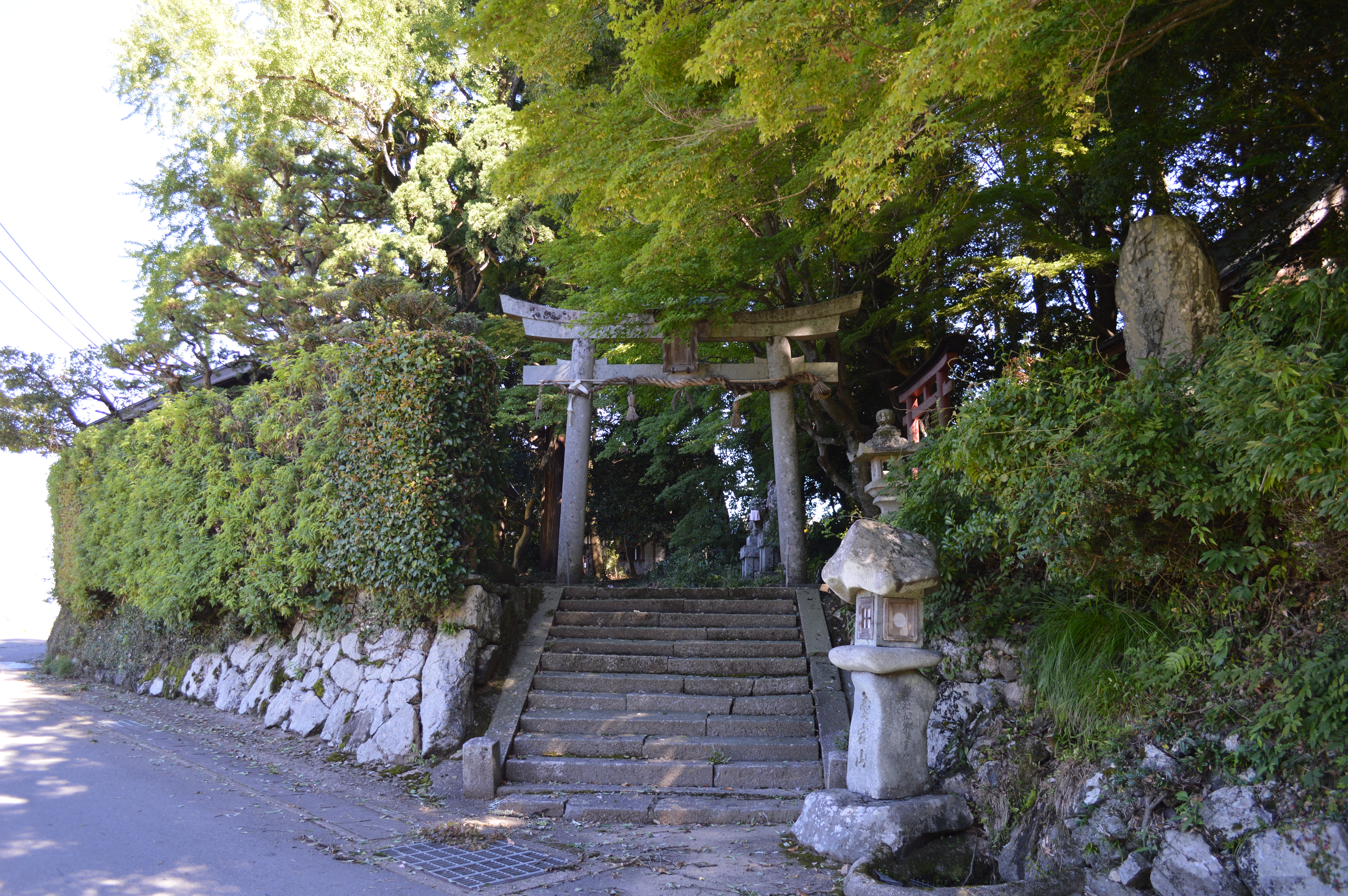
樒原の四所神社
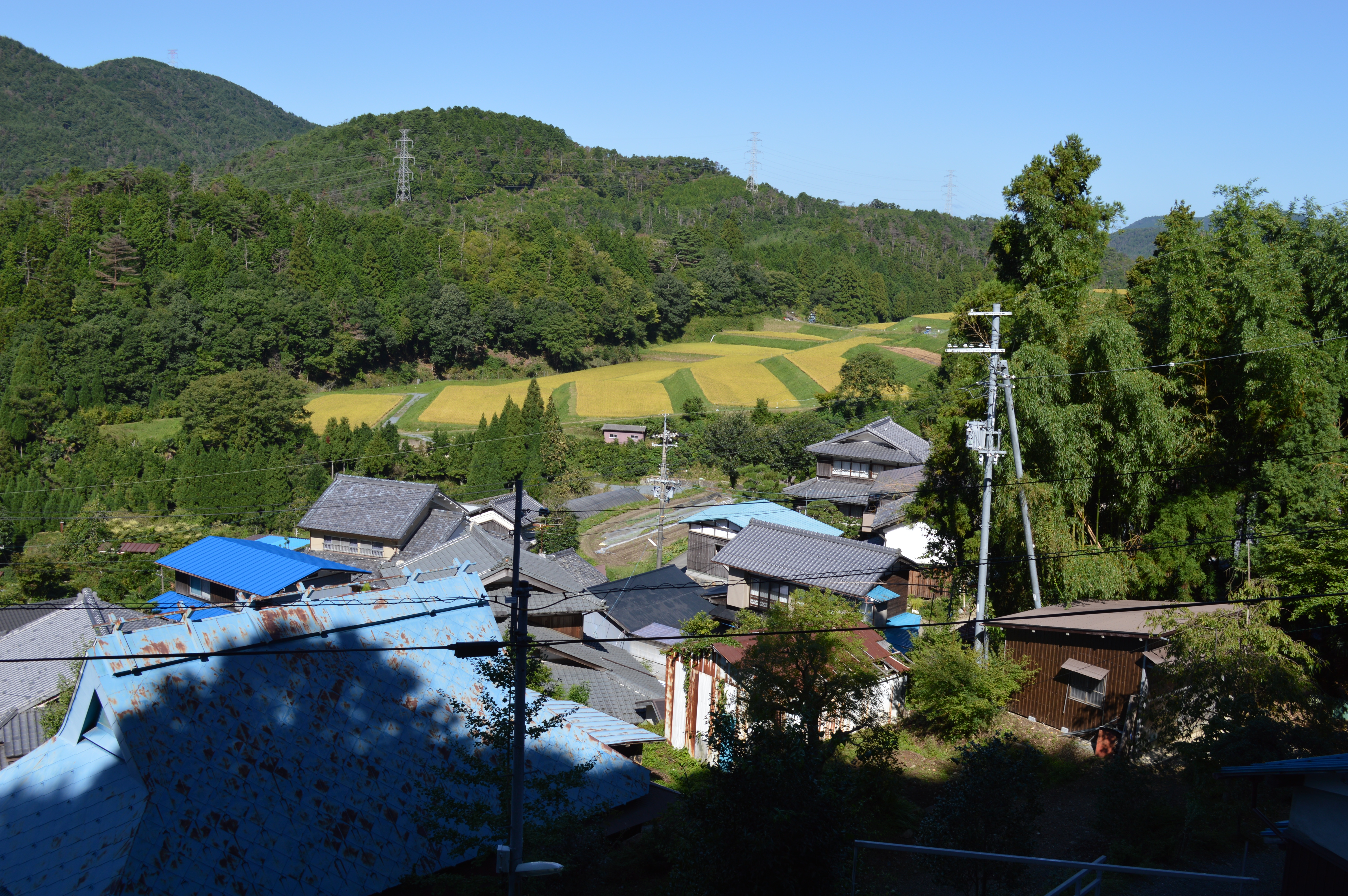
樒原の集落と棚田
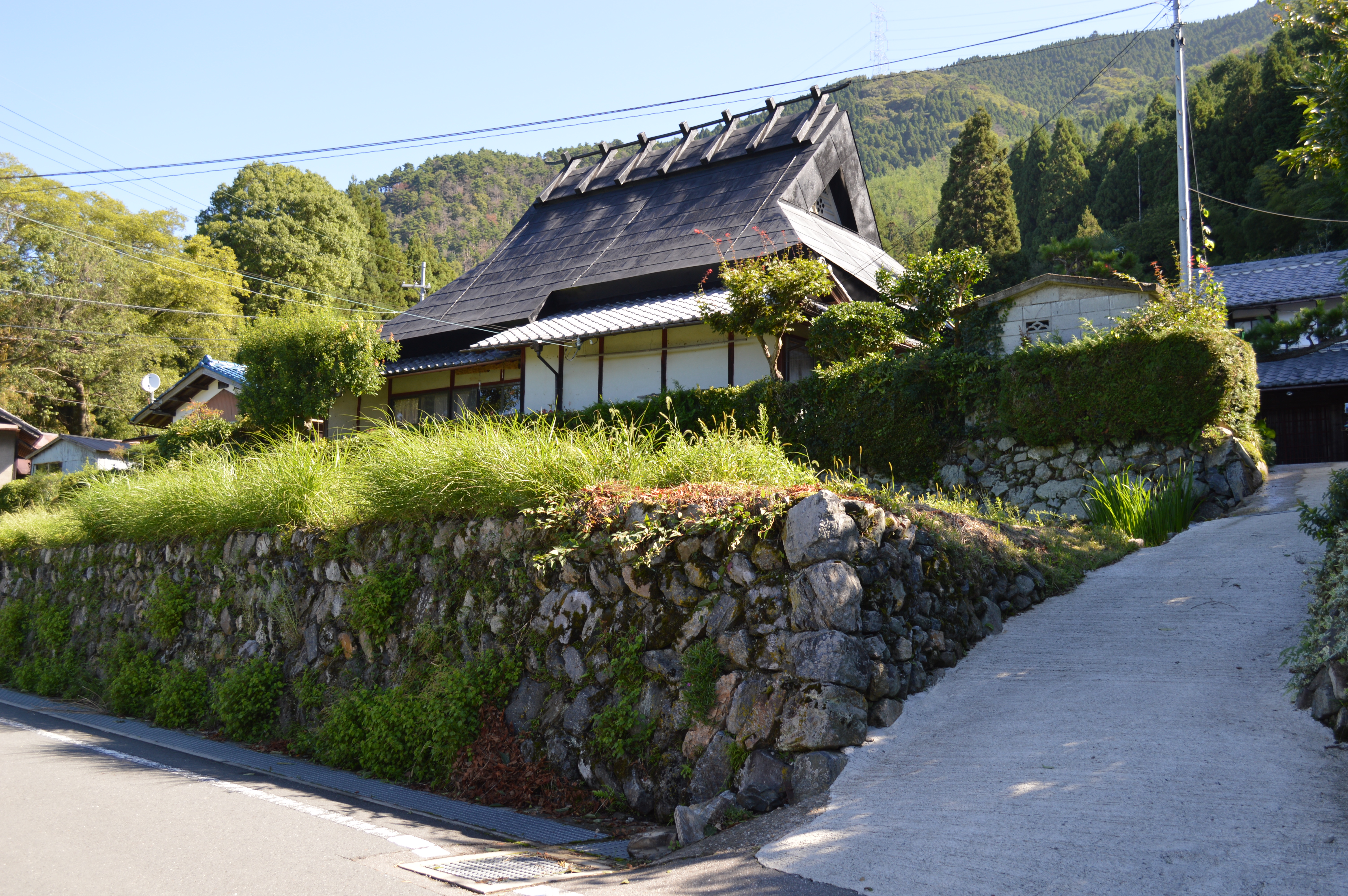
樒原の民家